# 田中直隆
田中 直隆（たなか なおたか、1940年1月8日 - ）は、日本の経営学者。

## 略歴
京都府京都市生まれ。別名・池ノ上直隆。1962年明治大学経営学部卒、1970年同大学院経営学研究科博士課程修了。その後「経営は実践である」という信念のもと、20種類以上の職種を経験。東京家政大学非常勤講師を兼務しながら経営者として15年実務に奮闘。事業を後継者に譲り、第一経済大学教授に就任。帝京大学経営研究科教授を経てコロンビア大学客員研究員。スタンフォード大学客員研究員を歴任。経営学博士。聖パウロ国際大学心霊治療学教授。心理相談員。

## 著書
- 『養老乃瀧大衆商法の秘密 木下藤吉郎の経営哲学』評言社 1974
- 『小売業の未来戦略 2　フランチャイズ戦略』ビジネス社 1975
- 『フランチャイズチェーン加盟案内 加盟の仕方・開業までの実務から成功実例まで』実業之日本社 1977
- 『ビジネスの旅に出よ!! : 転職で成功する』ちはら書房 1979
- 『飲食フランチャイズ開業案内 137社 加盟の条件、成功への手引き』ビジネス社(開業入門シリーズ) 1980
- 『小さい会社のつくり方 一国一城の主になるための条件と成功のノウハウ』日本実業出版社 1980
- 『フランチャイズ成長戦略』ビジネス社 (流通業の活性化戦略) 1981
- 『君はサラリーマンとして生き残れるか 今こそ必要とする勤務人哲学』マネジメント社 1982
- 『これが宣伝講習販売だ 年商400億ダイトーグループの研究 第三の販売革命』評言社 1983
- 『会社をつくって成功する法 独立して失敗しない全研究』PHP研究所 1983
- 『初公開これが学習塾フランチャイズだ 関塾に学ぶ急伸の秘密』評言社 1984
- 『これがベンチャーフランチャイズだ 不況下に驚異の躍進をする企業家たち 第二次FC革命』評言社 1984
- 『居酒屋経営の科学 不況下に驚異の発展を遂げた「村さ来」チェーンの証明』評言社 1986
- 『ニューサービス業フランチャイズ成功戦略 FC契約書・展開マニュアル事例集』ビジネス社 1986
- 『スモールビジネスのつくり方 独立開業をめざす人のために』日新報道 1988
- 『フランチャイザー60社 推奨全国優良 加盟のためのガイド』ビジネス社 1989
- 『小さい会社のつくり方 一国一城の主になるための条件と成功のノウハウ』日本実業出版社 1991
- 『成功する「会社設立」の進め方 有限会社・株式会社の設立準備から営業開始まで フローチャートで完全理解』PHP研究所 1992
- 『実践カナダ町おこしビジネス 男のロマンの終着駅それは、カナダキンバリーにあった』評言社 1992
- 『これがネットワークビジネスだ 21世紀へ自己実現の経営展開する、驚異のグループ』渓林出版社 1992
- 『独立のための成功哲学 企業家になれる人、なれない人の違いは何か』PHP研究所 1993
- 『脱サラ大学実践講座12講 1年後に独立したい人のための』ビジネス社 1993
- 『奇跡の起業家宮光男の成功哲学 平成不況下に大躍進』ビジネス社 1998
- 『渋沢栄一物語 社会人になる前に一度は触れたい論語と算盤勘定』三冬社 2014

### 共著
- 『女性のための小さい会社のつくり方 夢と生きがいと成功をあなたの手でつかむために』小野英子共著 日本実業出版社(エスカルゴ・ブックス) 1984

### 池ノ上直隆名義
- 『企業成長のための入門経営学』中央経済社 1988
- 『推奨全国優良フランチャイザー60社 最新FC加盟ガイド』ビジネス社 1995
- 『新フランチャイズ成長戦略』ビジネス社 1995
- 『有限会社を自分でつくる本 設立準備から登記申請、設立後の届け出までをポイント解説』PHP研究所 1996
- 『会社をつくって成功する法 独立して失敗しない全研究』1997 PHP文庫
- 『独立開業!小さな会社を成功させる極意』成美堂出版(成美文庫)2000
- 『小さい会社をつくる マイクロ企業の時代』2000 ちくま新書
- 『本を読まないとバカになる。なぜか。』日新報道 2004
- 『スピリチュアル・ヒーリングで運命は好転する』日新報道 2006

#### 共著
- 『消費者心理学入門』池ノ上直隆, 小林一三著 中央経済社 1994
- 『起業家の条件 ベンチャービジネスの理論と実践』池ノ上直隆, 宮光男著 ビジネス社 1997
- 『短大生のための経営実務講座』池ノ上直隆, 小林一三著 中央経済社 1998
- 『ネット消費者心理のつかみ方 売れない時代の「売れる」法則』池ノ上直隆, 井内俊文著 中央経済社 2001
- 『コンパクト経営学』池ノ上直隆, 井内俊文著 中央経済社 2002
- 『賢いお母さんは名カウンセラー カウンセリングの実務、解り易く教えます』野左近勇蔵共著 日新報道 2009